# زیردریایی کلاس باربل
سابمارین کلاس باربل (به انگلیسی: Barbel-class submarine) یک کلاس از زیردریایی است که طول آن ۲۱۹ فوت ۶ اینچ (۶۶٫۹۰ متر) می‌باشد.